# Émile Flourens
Pour les articles homonymes, voir Flourens.
Émile Flourens, né le 27 avril 1841 à Paris et mort le 7 janvier 1920 dans la même ville, est un juriste et homme politique français de la Troisième République.

## Biographie

### Origines
Il est le fils du biologiste Pierre Flourens et le frère cadet de Gustave Flourens, général de la Commune tué en 1871. Il est aussi l'arrière-grand-père de l'universitaire et homme politique Bruno Gollnisch.

### Parcours professionnel
Juriste de formation, il entame une carrière au Conseil d'État en 1863 comme auditeur, démissionne en 1868 pour s'inscrire au barreau de Paris. Il réintègre le conseil comme maître des requêtes lors de la réorganisation de ce corps et devient conseiller d'État en 1879, puis est nommé directeur des cultes au ministère de l'Intérieur la même année.
Il poursuit sa carrière comme président de la section de législation du Conseil d'État à partir de 1885.
Il enseigne à l'École libre des sciences politiques (Sciences Po), où il est recruté par Émile Boutmy.

### Parcours politique

#### Ministre
Il est appelé au portefeuille du ministère des Affaires étrangères le 13 décembre 1886 dans le nouveau cabinet formé par René Goblet, poste qu'il conservera jusqu'au 4 avril 1888 après la chute du 1er cabinet de Pierre Tirard provoqué par les révisionnistes (les boulangistes) qui ne l'apprécient guère.
En effet, successeur de Jules Ferry au quai d'Orsay, il poursuit la politique étrangère modérée de celui-ci et cherche à rompre l'isolement diplomatique de la France républicaine où l'a plongée la défaite de 1870 en tentant de lui susciter de nouveaux alliés à l'époque où s'organise la Triplice, à la suite de la défection des Italiens, mécontents d'avoir vu la Tunisie leur échapper et à la mainmise de plus en plus forte des pangermanistes sur la monarchie austro-hongroise.
Posant les bases de la future Triple-Entente, il commence alors la politique de rapprochement avec la Grande-Bretagne et la Russie, monarchies qui ont des liens personnels avec les empires centraux mais également des intérêts de plus en plus divergents avec l'Allemagne. Il doit d'ailleurs gérer plusieurs crises avec celle-ci dont la plus grave est l'affaire Schnæbelé, du nom d'un fonctionnaire d'origine alsacienne arrêté en Allemagne sur l'accusation d'espionnage au profit de la France en avril 1887. Il s'oppose alors, avec le soutien du président de la République Jules Grévy, à la politique belliciste du ministre de la Guerre, le général Boulanger qui commence alors sa courte et extraordinaire carrière politique tout en mettant dangereusement le pays à la merci d'un conflit que celui-ci, dépourvu en plus de tout allié à l'époque, est encore loin d'être en mesure d'assurer.
Flourens, qui a conscience comme Grévy et Ferry de la faiblesse du pays malgré des sentiments plutôt nationalistes, évite le pire avec l'Allemagne grâce à une réelle habileté diplomatique et signe en octobre de la même année deux conventions avec l'Angleterre portant respectivement sur le canal de Suez et les Nouvelles-Hébrides, mettant ainsi fin à deux questions pendantes avec un éventuel futur allié.
En février 1888, il est l'objet d'une vive polémique en se présentant contre l'usage de l'époque à la députation des Hautes-Alpes dans une élection partielle et alors qu'il est toujours en fonction. Il est remplacé par Goblet dans le nouveau gouvernement Floquet le 4 avril 1888.

#### Député
Il est élu député de l'Union des gauches en 1889 et 1893. Il prend position en faveur des tisseurs de soie lyonnais et siège avec les progressistes partisans des tarifs « douaniers », ce qui ne l'empêche pas d'échouer dans le Rhône aux élections de 1898. En 1902, il est élu député du Ve arrondissement de Paris et siège désormais avec les nationalistes, adversaires du Bloc des gauches.
Dès 1903 pourtant, constatant les méfaits du concordat, l'ancien directeur des cultes propose une loi sur « l'émancipation réciproque des Églises et de l'État » mais n'est pas suivi par Émile Combes qui veut alors garder une mainmise sur la nomination des évêques.

### Après 1906
Battu aux élections de 1906, il se retire dans la vie privée et rédige plusieurs essais touchant à la politique. Opposant à la franc-maçonnerie, il sera membre de la Ligue française antimaçonnique.
Il meurt à Paris en 1920.

## Théories
Il critiqua la Cour d'arbitrage international de La Haye et dénonça les prémisses de la création de la Société des Nations et de la Cour permanente de justice internationale dans un livre, signalant les influences maçonniques pour créer un gouvernement mondial, une justice mondiale et une religion globale, un Nouvel Ordre Mondial d'où le papisme serait exclu. Il expliqua que le droit international se devait de rester de nature arbitrale et non judiciaire sous peine de devenir arbitraire en produisant plus de guerres tout en conduisant à légaliser la loi du plus fort, remplaçant ainsi le droit par la force, ce que précisément il tenait à éviter. Il émit l'hypothèse que les cercles maçonniques désiraient éliminer le droit à l'autodétermination des peuples pour le remplacer par le droit international.

## Publications
- Organisation judiciaire et administrative de la France et de la Belgique, 1814-1875 (1875). Texte en ligne.
- La France conquise : Édouard VII et Clemenceau (1906). Réimpression 2008  (ISBN 0-930852-86-9).
- La Liberté de l'esprit humain, pourquoi l'Église de France triomphera de la persécution (1906).
- Après l'Encyclique. La liberté des cultes (1906).
- La Réforme de la loi du 9 décembre 1905 sur la séparation des Églises et de l'État (1906).
- Les Associations culturelles devant la loi civile, le droit administratif et le droit pénal ; application pratique (1906).
- Un fiasco maçonnique à l'aurore du vingtième siècle de l'ère chrétienne (1912). Texte en ligne.
- Conférence sur la politique extérieure, Paris, Dentu, 1893.